# Marie Pierre Parent
Marie Pierre Parent (ur. 15 maja 1982 w Joliette) – kanadyjska biathlonistka. Uczestniczka Zimowych Igrzysk Olimpijskich 2006.

## Wyniki

### Igrzyska olimpijskie
| Miejsce | Rok  | Miejscowość | Konkurencja                | Strzelanie | Czas biegu | Strata   | Zwycięzca               | Przypisy |
| ------- | ---- | ----------- | -------------------------- | ---------- | ---------- | -------- | ----------------------- | -------- |
| 76.     | 2006 | Turyn       | sprint na 7,5 km           | 2          | 27:31.1    | +4:59.7  | Florence Baverel-Robert | [ 1 ]    |
| 77.     | 2006 | Turyn       | bieg indywidualny na 15 km | 4          | 1:02:57.1  | +13:33.0 | Swietłana Iszmuratowa   | [ 2 ]    |
| 17.     | 2006 | Turyn       | sztafeta                   | 1+4        | 1:26:09.7  | +9:57.2  | Rosja                   | [ 3 ]    |

### Mistrzostwa Świata
| Miejsce | Rok  | Miejscowość   | Konkurencja                | Strzelanie | Czas biegu | Strata   | Zwycięzca         | Przypisy |
| ------- | ---- | ------------- | -------------------------- | ---------- | ---------- | -------- | ----------------- | -------- |
| 78.     | 2004 | Oberhof       | sprint na 7,5 km           | 4          | 33:23.0    | +7:32.0  | Liv Grete Poirée  | [ 4 ]    |
| 69.     | 2004 | Oberhof       | bieg indywidualny na 15 km | 5          | 1:00:57.4  | +11:14.4 | Olga Miedwiedcewa | [ 5 ]    |
| 65.     | 2005 | Hochfilzen    | sprint na 7,5 km           | 0          | 25:37.3    | +3:38.7  | Uschi Disl        | [ 6 ]    |
| 80.     | 2005 | Hochfilzen    | bieg indywidualny na 15 km | 5          | 1:03:38.2  | +11:00.7 | Andrea Henkel     | [ 7 ]    |
| 15.     | 2005 | Hochfilzen    | sztafeta                   | 0+0        | 1:20:54.7  | +7:10.3  | Rosja             | [ 8 ]    |
| 63.     | 2007 | Rasen-Antholz | sprint na 7,5 km           | 2          | 26:12.8    | +3:25.7  | Magdalena Neuner  | [ 9 ]    |
| 73.     | 2007 | Rasen-Antholz | bieg indywidualny na 15 km | 3          | 56:29.1    | +10:04.8 | Linda Grubben     | [ 10 ]   |
| 14.     | 2007 | Rasen-Antholz | sztafeta                   | 0+0        | 1:22:58.3  | +8:39.2  | Niemcy            | [ 11 ]   |